# Favorit Motorwagen-Fabrik
Die Favorit Motorwagen-Fabrik Carl Hübscher war ein deutscher Automobilhersteller.

## Beschreibung
Das Unternehmen war in Berlin ansässig. Es stellte zwischen 1908 und 1909 Kleinwagen mit dem Markennamen Favorit her.
Das einzige Modell war ein Dreirad mit einzelnem Vorderrad. Die Basis bildete ein Rohrrahmen. Ein luftgekühlter Zweizylindermotor trieb über eine Kardanwelle die Hinterräder an. Das offene Fahrzeug bot Platz für zwei Personen auf einer gepolsterten Bank. Gelenkt wurde mit einem Fahrradlenker.

## Weblink
- Favorit beim GTÜ-Oldtimerservice